# Alain Conan
Pour les articles homonymes, voir Conan.
Alain Conan (12 août 1944, Héric - disparu depuis le 6 mars 2017 au large de Nouméa) est un plongeur explorateur d'épaves, installé à Nouméa depuis 1980, connu surtout pour ses recherches sur l'expédition de Lapérouse et leur médiatisation auprès du grand public.

## Parcours professionnel

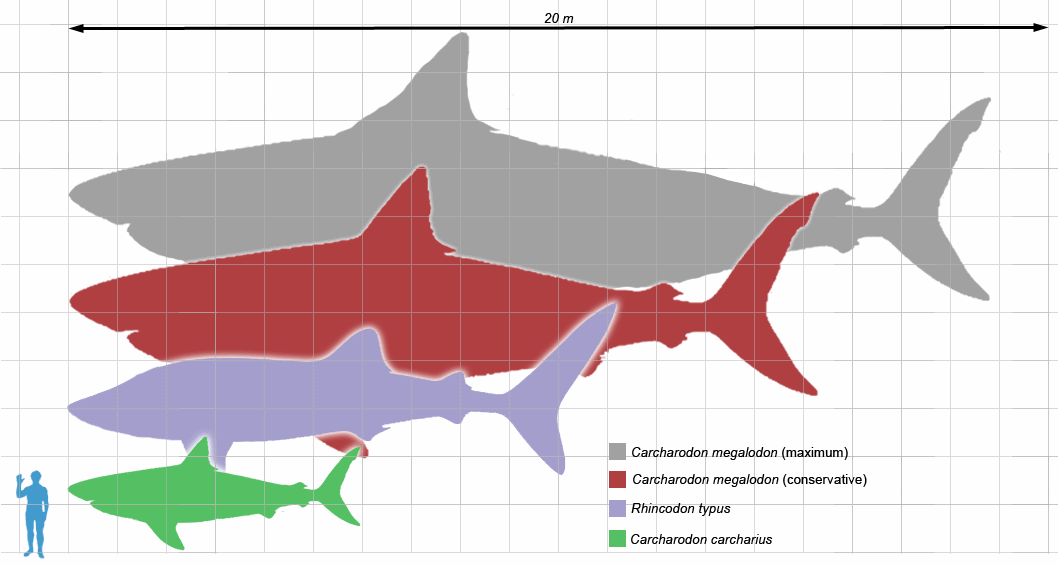
Comparaison de la taille d'un Megalodon avec un requin et un homme

Alain Conan est né le 12 août 1944 à Héric petite commune proche de Nantes où ses parents déménagent l'année suivante. Il suit sa scolarité à l’école Saint Pierre jusqu’au Certificat d’études primaires qu’il passe en 1958. Il entre alors en apprentissage comme cuisinier au buffet de la gare de Nantes et obtient son Certificat d’aptitude professionnelle en 1961, puis intègre l’École d’apprentissage maritime d’Audierne afin d’acquérir les qualifications nécessaires pour naviguer au Commerce.
Après Audierne, il navigue au titre de la Société Hôtelière de Ravitaillement Maritime (SHRM) sur les bateaux de la compagnie générale transatlantique, de la société générale des transports maritimes, et de la Compagnie des Messageries Maritimes comme cuisinier, cuisinier-intendant puis intendant. Puis il travaille, toujours pour la SHRM, comme intendant sur les bases pétrolières sahariennes de 1967 à 1969. Toujours pour la SHRM, il est muté en 1969 à Nouméa (Nouvelle Calédonie) comme intendant/inspecteur d’exploitation pour la création de la base-vie de la Société Le Nickel (SLN). En 1974, il crée une entreprise de restauration pour collectivités sous le nom de Restau-service, dont il assumera la fonction de gérant. De 1981 à 2002, Alain Conan gère une SNC pour l’exploitation de plusieurs boucheries à Nouméa. De 1990 à 2006, il crée et dirige la Société SODEVIA, un laboratoire de découpe de viande.
Parallèlement à son activité au sein de SODEVIA, il participe à la création de la Sarl TUI II / MEGALODON de 1997 à 2008, qui, grâce à son chalutier TUI II modifié pour le dragage en profondeur, assure la récolte, le tri et la distribution de dents de requins fossilisées collectées au large des côtes de Nouvelle-Calédonie.
En septembre 1998, il contribue à la création de la brasserie club-house « Le Bout du Monde » dans la marina de Port Moselle.

## L’association Salomon et ses activités de recherches

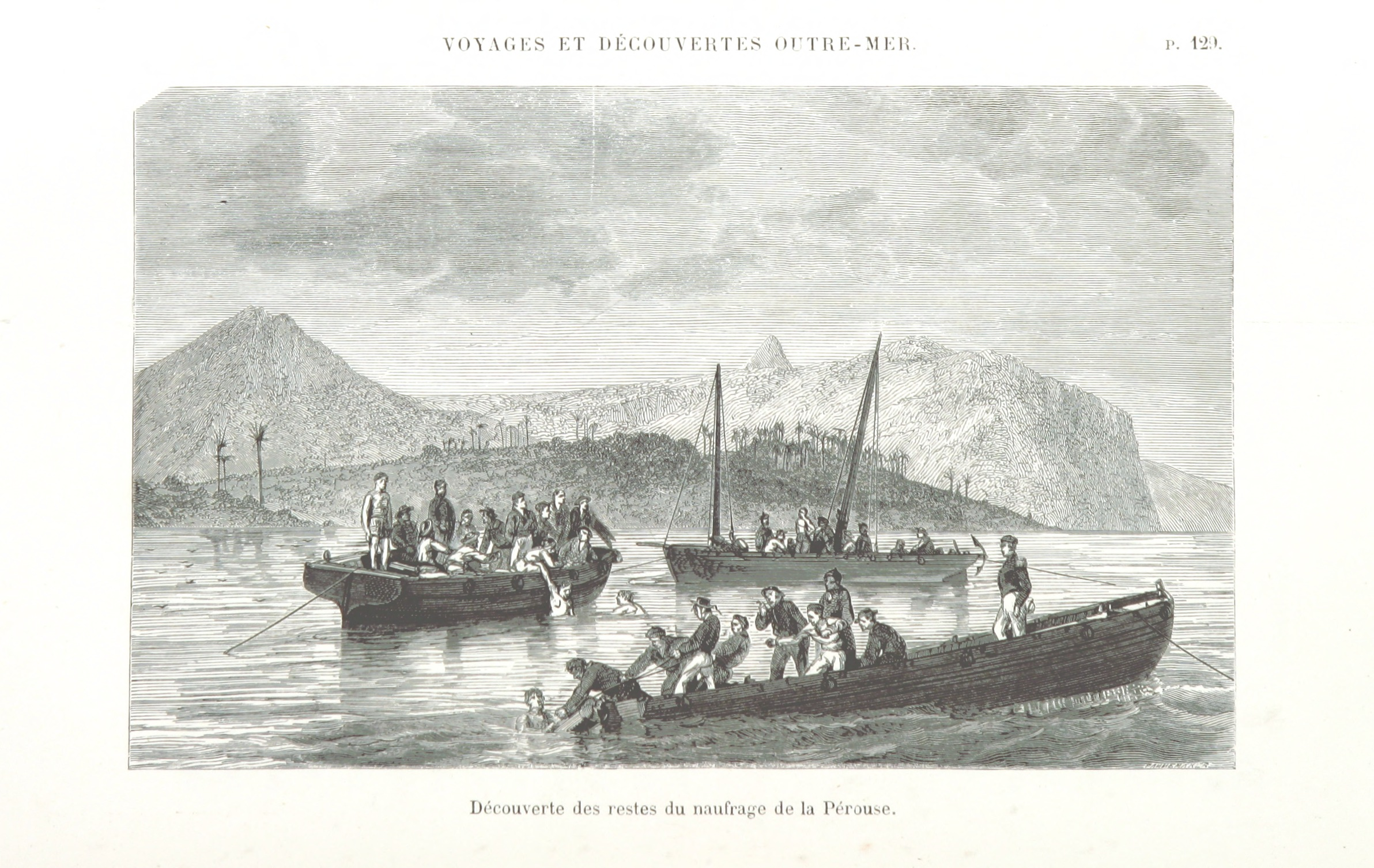
Découverte des restes du naufrage de Lapérouse,
Jean-Baptiste Henri Durand-Brager, 1863.

À côté de ses activités professionnelles, Alain Conan, autodidacte, se passionne à la fois pour le monde de la mer et l’histoire maritime. Il est breton et s'intéresse en particulier à Jean-François de Galaup de Lapérouse. Ce marin français a marqué l’histoire maritime de l’Océan Pacifique au XVIIIe siècle et plus précisément de la Nouvelle Calédonie dont il a reconnu les côtes avant de disparaître quelques mois plus tard, début 1788, à Vanikoro, dans des circonstances non encore totalement élucidées dans les années 1980. Alain Conan va entreprendre un vaste programme de recherches qui durera près de trente-cinq ans.
Certes des fouilles avaient déjà été entreprises sur le site du naufrage mais de nombreuses questions restaient sans réponse :
- Est-on sûr de l’identification de chacun des navires sur les deux sites du naufrage ?
- Peut-on élaborer des hypothèses sur les circonstances exactes du naufrage ?
- Y a-t-il eu des survivants ?
- Dans ce cas, où se situe leur campement à terre et que sont-ils devenus ?

Pour apporter des éléments de réponse, Alain Conan va entreprendre des recherches en archives et sur le terrain. Avec un groupe de plongeurs passionnés comme lui d’histoire maritime, il crée en 1981 l’Association Salomon qui se donne pour objectif d’étudier le destin du navigateur français Lapérouse et d’organiser des recherches sur les sites des épaves de la Boussole et de l’Astrolabe. Il organisera et dirigera successivement huit campagnes de fouilles sur le lieu du naufrage. Chaque expédition est de mieux en mieux organisée et mobilise de plus en plus de moyens aussi bien humains, matériels que financiers. Archéologues marins ou terrestres, scientifiques, médecins vont participer et conforter les résultats des campagnes précédentes, tout en essayant de recréer le contexte dans lequel l'expédition de Lapérouse s'est déroulée.

## Les campagnes Salomon

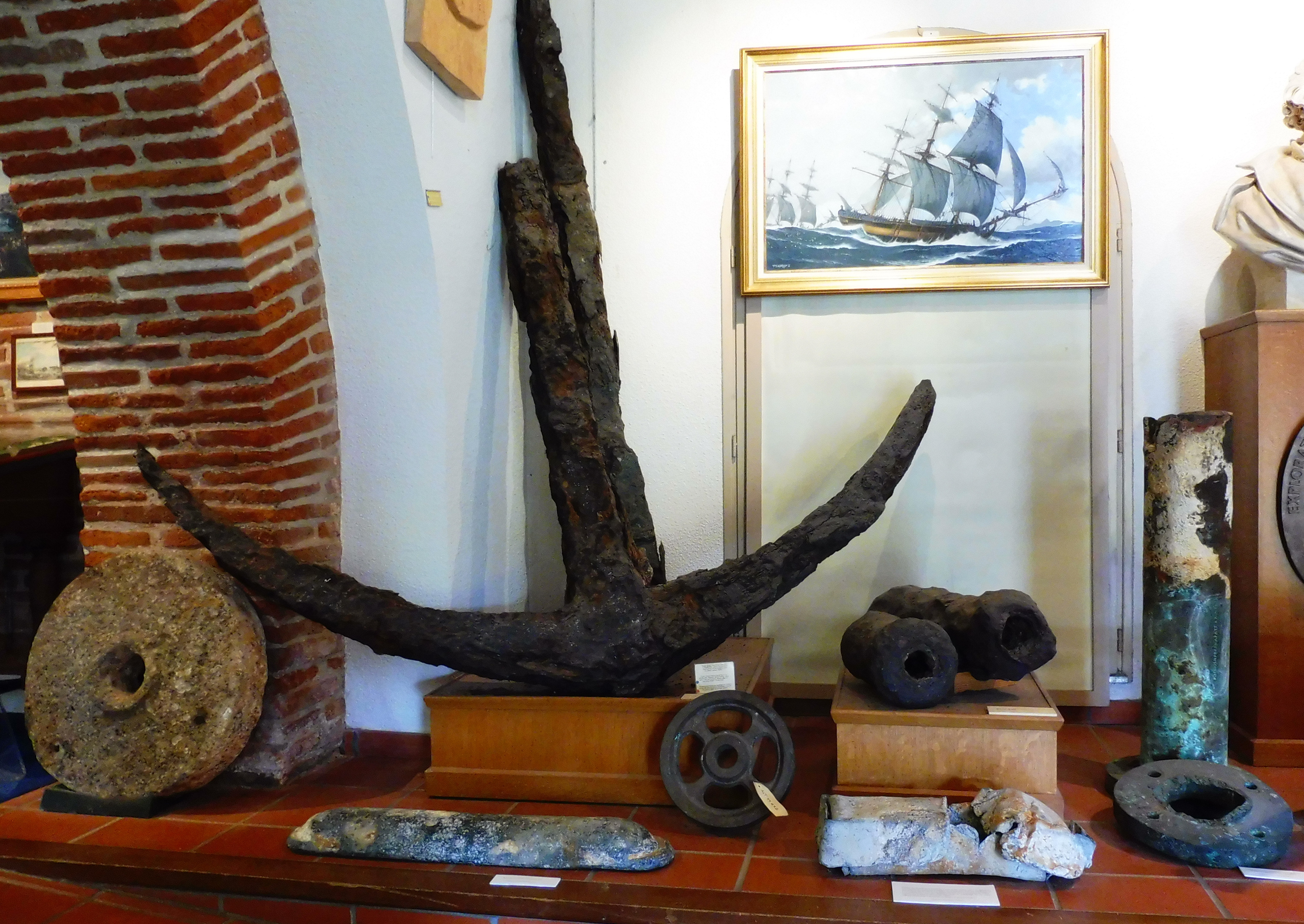
Artefacts en provenance de Vanikoro déposés au musée Lapérouse d'Albi.

### 1981
Première campagne de fouilles avec les moyens que l’association Salomon a pu mobiliser auprès de ses membres : deux voiliers et du matériel classique de plongée. Les fouilles, superficielles, permettent de remonter environ trois cents pièces : vaisselle, monnaies, pièces de bois ou de tissus… À la suite d'une expertise et d'un constat d’huissier, un inventaire est dressé et des objets sont envoyés au Musée national de la Marine à Paris.

### 1986
Seconde campagne de fouilles ayant pour objectif l’identification des épaves. Cette fois-ci, les membres de l’association sont accompagnés d’experts australiens du Queensland Museum. En plus des recherches en mer, des fouilles sont entreprises à terre. À l’issue de la campagne de fouilles, le mobilier est conservé par les archéologues australiens et fera l’objet d’une étude approfondie au musée maritime du Queensland.
C’est au cours de cette expédition que des ossements sont remontés de l’épave de la Boussole et identifiés comme étant de « type caucasien ». Il s’agissait donc de marins ou scientifiques de l’expédition. Alain Conan réussira à faire rendre les derniers hommages officiels à ces marins morts durant le naufrage. Ce sera chose faite en 1987. Les restes de ces marins reposent au pied de la statue de Lapérouse à Albi, ville dont il était originaire.

### 1990 - Troisième campagne de fouilles
Les moyens nautiques deviennent plus importants. Le navire Coriolis (36 m) est loué par l’association et le navire océanographique Alis est mis à disposition par l’IRD. Un archéologue australien ainsi qu’un archéologue salomonais participent à cette expédition française. La moisson d’objets est extraordinaire. De nombreuses pièces d’un service de vaisselle de Chine sont mises au jour. À la demande d’Alain Conan, une ingénieure d’un département scientifique de EDF installe un laboratoire de traitement d’objets sur le navire Alis.
Les archéologues terrestres tentent sans succès de retrouver à terre le camp des survivants éventuels.
Pour des raisons administratives, les autorités salomonaises conservent les objets. Il faut attendre 1996 pour qu’un accord soit trouvé pour ramener ces objets en Nouvelle Calédonie.

### 1999 - Quatrième campagne de fouilles
Participation d’une archéologue sous-marin, détachée par le DRASSM. L’Alis ainsi que trois voiliers privés serviront de base vie. Participation également de la Marine nationale française qui détache deux patrouilleurs pour le transport.
Des recherches importantes sont déployées à terre. L’équipe parvient à retrouver les traces du camp des Français. C’était assurément à cette date la plus grande contribution d’Alain Conan et de son équipe à tenter d’expliquer les circonstances tragiques de la disparition de l’expédition de Lapérouse. À 1,50 m de profondeur des vestiges de poteaux ont été mis au jour ainsi que des pièces de monnaie, des pierres à fusil, des balles de mousquet, des boutons d’uniformes, un canon de méridienne, un « pied de Roy » (instrument de mesure), etc. Ces vestiges attestent l’existence d’un camp où des rescapés du naufrage auraient survécu sur l’île et vraisemblablement construit une embarcation de fortune avant de reprendre la mer. Mais bien des mystères subsistent encore.
En mer plusieurs centaines d’objets ont été retrouvés ; parmi les plus significatifs, un graphomètre signé Langlois, une fourchette en argent aux armoiries de Paul Fleuriot de Langle, commandant de l’Astrolabe, un corps de pompe à la royale et une petite statuette en bois….
Cette campagne de fouilles fait l’objet d’un film de près d’une heure « Le mystère de Vanikoro » qui a été diffusé en 2001 sur France 3 dans l’émission Thalassa et en 2002 sur ARTE.

### 2000
Cinquième expédition qui fut organisée avec une équipe restreinte d’archéologues. Les fouilles uniquement terrestres confirment l’existence du camp des français découvert en 1999.

### 2003
La Marine nationale détache le patrouilleur la Moqueuse et le navire Alis est à nouveau mis à disposition par l’IRD. L’équipe du DRASSM joint les archéologues de l’association.
Le temps fort de cette sixième expédition est la découverte du squelette d'un compagnon de Lapérouse, étonnamment conservé entre 12 et 13 m dans les sédiments du site de la Boussole. Quelques mois plus tard grâce au travail de l'Institut de recherche criminelle de la Gendarmerie nationale au Fort de Rosny à Rosny-sous-Bois, il a été établi un portrait-robot de l’inconnu jusqu’à sa reconstitution par l’un des rares sculpteurs au monde en paléoanthropologie, Élisabeth Daynès. Le film « Portés disparus » est réalisé à ce sujet par Yves Bourgeois et a été diffusé sur Thalassa. Mais l’enquête se poursuit.
Également en 2003, des recherches sont menées par Alain Conan à Lithuya Bay en Alaska, pour tenter de retrouver le cairn élevé par Lapérouse à la mémoire des vingt-et-un marins français disparus lors du naufrage de deux embarcations en juillet 1786. Ces recherches resteront vaines.

### 2005 - Septième expédition
C'est l’occasion de réunir d’importants moyens en hommes et en matériel. La Marine nationale a mis à la disposition de cette campagne de fouilles son bâtiment type batral « le Jacques Cartier ». À bord de ce bâtiment, ce sont plus de 70 personnes : archéologues, plongeurs, chercheurs, équipe médicale, linguistes, géophysiciens, entomologistes, peintres et écrivains de la Marine, et cinéastes qui participeront à cette campagne.
Les fouilles permettent de mettre au jour un sextant sur le site dit de la « Faille ». Après divers traitements en laboratoire, l'objet laisse entrevoir une inscription sur une plaque de laiton : « Mercier ». Alain Conan retrouve dans les inventaires du navire de Lapérouse un paragraphe précisant qu'un sextant confié par l'Académie Royale de Marine fut fabriqué par le « sieur Mercier ». Cette annotation est donc la preuve que l'épave qui repose sur le site de la « Faille » est celle de la Boussole, navire de Monsieur de Lapérouse. L'objectif de donner un nom aux épaves des vaisseaux du roi est atteint. L'épave du site de la « Faille » est celui de la Boussole et le gisement de « la Fausse-passe » recèle les restes de l’Astrolabe anciennement commandé par Fleuriot de Langle. Yves Bourgeois produira le film Le secret des déferlantes qui passera dans l’émission Thalassa.

### 2008 - Huitième expédition
Plus de 60 personnes embarquent sur le Dumont d’Urville, navire de la Marine nationale. Cette huitième campagne de fouilles marque la fin du travail de recherches mené à Vanikoro par l’Association Salomon, une nouvelle victoire sur l'oubli.
À terre, à l’aide de moyens géophysiques, chaque mètre carré de terrain où vécurent les rescapés a été prospecté et plus de 300 pièces ont été ramenées de cette ultime campagne de fouilles. Un film « Au delà d’un naufrage » a été réalisé et diffusé à plusieurs reprises sur les chaînes de TV françaises et étrangères ; Une rediffusion a eu lieu le 30 juin 2017.
Les enquêtes continuent, avec l’étude et la conservation du mobilier de fouilles découvert à Vanikoro mais également par les travaux qui sont menés pour tenter d’identifier le squelette relevé de la Boussole en 2003, véritable ambassadeur de ces 220 marins et scientifiques qui partirent de Brest en 1785 pour découvrir et comprendre le monde. Cet inconnu a été inhumé à Brest le 29 juin 2011, dans les jardins de la Préfecture maritime. Les recherches ADN visant à déterminer l’identité du squelette entièrement reconstitué continuent. Aucune certitude jusqu’à présent sur l’identité de celui qu’il convient d’appeler « l’Inconnu de Vanikoro » mais certaines pistes ont pu être abandonnées.
En 2017, soucieux de transmettre au grand public toutes les connaissances, photos et archives concernant ce chapitre de l'histoire de France, Alain Conan crée le site Internet Collection-laperouse.fr regroupant l'histoire des recherches conduites à Vanikoro de Peter Dillon en 1827 à nos jours, car tous ces objets de la collection Lapérouse ont leur propre histoire et apportent leur contribution à la compréhension du drame qui s’est joué à Vanikoro. Grâce à l’association Salomon et à la pugnacité d'Alain Conan la fin de cet extraordinaire voyage de découvertes est certes mieux connue, mais le mythe Lapérouse demeure. Il a retrouvé la place qu’il mérite dans la mémoire et le cœur des Français et la France a enrichi son patrimoine maritime et historique de plusieurs milliers d’objets inestimables qui viendront, au travers des musées et des expositions, témoigner de cette fabuleuse et tragique expédition du siècle des lumières.

## Fortunes de mer
En 1984 Alain Conan participe avec des amis à la création de l’association Fortunes de Mer Calédoniennes. Cette association, créée en 1984 par Raymond Proner, a pour but de retracer l’histoire maritime calédonienne et de faire l’inventaire des épaves. C’est ainsi que plus de 200 épaves ont été à ce jour répertoriées.
Des fouilles sous-marines ont permis de relever une grande quantité d'objets et de reliques concernant la navigation qui commença à se développer au milieu du XIXe siècle. En 1998, un local est aménagé pour conserver, inventorier et traiter les nombreux objets archéologiques.
Une série de naufrages élucidés :
- Le Lakatoï, caboteur de 340 tonnes, construit en 1938 pour la compagnie Australienne Burns, Philp and Co, lancé en août 1942 dans la tourmente de Guadalcanal par la Marine des États-Unis ;
- Le Cher, navire à voiles et à vapeur de la Marine Nationale affecté en Nouvelle-Calédonie pour y effectuer un travail hydrographique et le transport de troupe en janvier 1885, et convoyer 250 condamnés à la déportation ;
- L'Isabella, navire charbonnier quitte Newcastel en Nouvelle-Galles du Sud en direction de Hong Kong le 26 juin 1875.
- L'Emile Renouf appareille le 2 février 1900 de la rade de Thio à destination de Glasgow avec 3 388 tonnes de minerai de nickel et 176 tonnes de cobalt en sac ;
- Le trois-mâts carré Ville de Saint-Nazaire, le 29 mai 1904, avec une cargaison de nickel.

Jusqu'à présent, vingt-trois épaves ont été repérées et ont fait l’objet d’une déclaration aux affaires maritimes.
- Mission d'identification de l'épave supposée du MS Monique[16] avec le robot sous-marin ROVJET 402, du navire câblier Île de Ré.
- Un inventaire des naufrages recensés en Nouvelle-Calédonie a été publié[17] ; il comporte la date du naufrage, le nom et le type de bateau et le lieu du naufrage.

## La Confrérie des Frères de la Côte
Alain Conan a également implanté, en 1991, la confrérie des Frères de la Côte en Nouvelle-Calédonie, qui dépend de la Grande flotte de France. Cette confrérie regroupe des passionnés de la mer et milite pour la survivance des traditions maritimes et la protection de l’environnement maritime.

## Le Musée Maritime de Nouvelle-Calédonie
En 1999, il est membre fondateur du Musée Maritime de Nouvelle Calédonie qui abrite, entre autres, une grande partie du mobilier de fouilles remonté au cours des différentes expéditions organisées par l’Association Salomon et l’Association Fortunes de Mer Calédoniennes.

## Activités éditoriales
En parallèle, il participe à la publication des résultats des plongées : en mars 1985, il intervient dans la table-ronde du Colloque Lapérouse, organisé à Albi par le Docteur Pierre Amalric, président fondateur de l’Association Lapérouse, en présence d'Haroun Tazieff. Sa rencontre avec l'albigeois Michel Laffon, lors de l'exposition organisée à cette occasion au musée Toulouse-Lautrec, donne une crédibilité forte au projet de création d'un premier musée municipal Lapérouse. Par la suite Michel Laffon participera à six campagnes à Vanikoro et lui servira de correspondant local en France, en amont et en aval des expéditions. C'est d'ailleurs lui qui sera sollicité pour prononcer l'hommage du 31 mars 2017.
En 2008, il est nommé Co-Commissaire de l’exposition « Le mystère Lapérouse » au Musée national de la Marine à Paris en 2008. Cet événement présentait l’expédition Lapérouse (1785-1788), ses préparatifs, son déroulement et ses escales puis sa disparition tragique longtemps restée mystérieuse, les fouilles successives avec leur lot de découvertes significatives et émouvantes. Et, ce n’est pas moins de 130 000 visiteurs qui, en 2008, se sont rendus au Musée national de la Marine pour revivre cet extraordinaire voyage de découvertes initié par Louis XVI, à qui l'on prête, au moment de sa mort, cette phrase restée célèbre « A-t-on des nouvelles de Monsieur de Lapérouse ? ». Alain Conan, plus de 220 ans après ce naufrage et près de 35 années de recherches ininterrompues, a réussi à apporter un début de réponse à l’illustre monarque.

## Distinctions
- Chevalier de la Légion d'honneur. Promotion juillet 2004.
- Chevalier de l'ordre des Arts et des Lettres. Promotion septembre 2012.
- Officier de la Légion d'honneur. Promotion mars 2016[19].
- En 2009, il s’était vu décerner le « Prix Henri Vovard » par l’Académie de marine.

En entomologie, à la suite des collectes de Henri-Pierre Aberlenc, il a donné son nom à une espèce nouvelle, et à un genre nouveau, le coléoptère psélaphien Laperouseus conani - dédié à la fois à Lapérouse et à Alain Conan.
Alain Conan a disparu le 6 mars 2017 au cours d’une plongée sous-marine à la passe de Boulari au large de Nouméa. Il était marié et il avait un fils.

### Livres édités à l'initiative d'Alain Conan
- A-t-on des nouvelles de Monsieur de Lapérouse ?, Association Salomon, Nouméa 1997.
- Le mystère Lapérouse ou le rêve inachevé d’un roi, Association Salomon, Éditions de Conti, Paris 2008.

Participation aux ouvrages suivants :
- Opération Lapérouse – Journal de bord à Vanikoro, Mikaël Ferloni, Éditions de Conti, 2008.
- La malédiction Lapérouse, Éditions Omnibus, Paris 2012.
- Sur le coffre de l’homme mort, Éditions Elocoquent, 2013.